# Edson Álvarez
Edson Omar Álvarez Velázquez (Tlalnepantla de Baz, 24 ottobre 1997) è un calciatore messicano, centrocampista o difensore del West Ham Utd e della nazionale messicana.

## Carriera

### Club

#### America
Cresciuto nelle giovanili dell'América, debutta in prima squadra nel 2016.

#### Ajax
Il 19 luglio 2019 l'Ajax annuncia il suo acquisto dall'América per 15 milioni di euro; il calciatore firma con i Lancieri un contratto quinquennale, valido fino al 30 giugno 2024. Segna il suo primo gol in campionato il 21 marzo 2021 in Ajax-ADO Den Haag (5-0); è in questa stagione che si conquista il posto da titolare giocando prevalentemente come interno di centrocampo.

#### West Ham
Il 10 agosto 2023 viene acquistato dal West Ham con cui sigla un contratto quadriennale. Debutta con gli Hammers dieci giorni più tardi, subentrando nella sfida di Premier League contro il Chelsea (3-1). Segna la sua prima rete con la maglia degli inglesi, nell'ultima giornata della fase a gironi di Europa League contro il Friburgo, dove fornisce anche un assist (2-0).

### Nazionale
Nel gennaio 2017 viene convocato per la prima volta dalla nazionale maggiore messicana, con cui ha esordito l'8 febbraio dello stesso anno nell'amichevole vinta contro l'Islanda. Nel medesimo anno è stato convocato per la Gold Cup nel 2017.
Nel 2018 invece è stato convocato per i Mondiali. Qui gioca tutte le partite, prima dell'eliminazione agli ottavi da parte del Brasile.
Nel 2019 prende parte alla Gold Cup, disputando tutte le partite, eccezione fatta per la prima partita dei gironi, e vincendo il torneo in finale contro gli Stati Uniti. Nello stesso anno e nel 2020 disputa la Nations League, dove perde in finale sempre contro la nazionale stelle e strisce, così come nel 2021 nella Gold Cup.
Nel 2023 ripartecipa per la quarta volta alla competizione, dove gioca tutte le partite con la sua Nazionale che riesce ad imporsi per 1-0 nella finale contro Panama. Il 21 novembre successivo, in occasione del ritorno dei quarti di finale di Nations League contro l'Honduras, veste per la prima volta la fascia di capitano, mettendo a segno anche una rete decisiva per il passaggio del turno.
Il 6 luglio 2025, nella finale contro gli Stati Uniti, segna la rete decisiva del 2-1 che permette alla propria nazionale di aggiudicarsi la Gold Cup 2025, la terza della sua carriera.

## Statistiche

### Presenze e reti nei club
Statistiche aggiornate al 26 giugno 2025
| Stagione            | Squadra             | Campionato          | Campionato | Campionato | Coppe nazionali | Coppe nazionali | Coppe nazionali | Coppe continentali | Coppe continentali | Coppe continentali | Altre coppe | Altre coppe | Altre coppe | Totale | Totale | Totale |
| Stagione            | Squadra             | Comp                | Pres       | Reti       | Comp            | Pres            | Reti            | Comp               | Pres               | Reti               | Comp        | Pres        | Reti        | Pres   | Reti   |        |
| ------------------- | ------------------- | ------------------- | ---------- | ---------- | --------------- | --------------- | --------------- | ------------------ | ------------------ | ------------------ | ----------- | ----------- | ----------- | ------ | ------ | ------ |
| 2016-2017           | América             | PD                  | 15+6       | 1+1        | cMX             | 6               | 0               | -                  | -                  | -                  | CmC         | 1           | 0           | 28     | 2      |        |
| 2017-2018           | América             | PD                  | 25+6       | 0          | cMX             | 4               | 0               | CCL                | 4                  | 0                  | -           | -           | -           | 39     | 0      |        |
| 2018-2019           | América             | PD                  | 30+4       | 1+2        | cMX             | 12              | 0               | -                  | -                  | -                  | -           | -           | -           | 46     | 3      |        |
| Totale Club America | Totale Club America | Totale Club America | 70+16      | 2+3        |                 | 22              | 0               |                    | 4                  | 0                  |             | 1           | 0           | 113    | 5      |        |
| 2019-2020           | Ajax                | E                   | 12         | 0          | CO              | 3               | 0               | UCL+UEL            | 7+1                | 2+0                | SO          | 0           | 0           | 23     | 2      |        |
| 2020-2021           | Ajax                | E                   | 24         | 2          | CO              | 5               | 0               | UCL+UEL            | 4+6                | 0+0                | -           | -           | -           | 39     | 2      |        |
| 2021-2022           | Ajax                | E                   | 31         | 5          | CO              | 3               | 0               | UCL                | 7                  | 0                  | SO          | 0           | 0           | 41     | 5      |        |
| 2022-2023           | Ajax                | E                   | 31         | 3          | CO              | 4               | 0               | UCL+UEL            | 6+2                | 1+0                | SO          | 1           | 0           | 44     | 4      |        |
| Totale Ajax         | Totale Ajax         | Totale Ajax         | 98         | 10         |                 | 15              | 0               |                    | 33                 | 3                  |             | 1           | 0           | 147    | 13     |        |
| 2023-2024           | West Ham Utd        | PL                  | 31         | 1          | FACup+CdL       | 1+3             | 0+0             | UEL                | 7                  | 1                  | -           | -           | -           | 42     | 2      |        |
| 2024-2025           | West Ham Utd        | PL                  | 28         | 0          | FACup+CdL       | 1+2             | 0+0             | -                  | -                  | -                  | -           | -           | -           | 31     | 0      |        |
| Totale West Ham     | Totale West Ham     | Totale West Ham     | 59         | 1          |                 | 7               | 0               |                    | 7                  | 1                  |             | -           | -           | 73     | 2      |        |
| Totale carriera     | Totale carriera     | Totale carriera     | 243        | 16         |                 | 44              | 0               |                    | 44                 | 4                  |             | 2           | 0           | 333    | 20     |        |

### Cronologia presenze e reti in nazionale
| Cronologia completa delle presenze e delle reti in nazionale ― Messico | Cronologia completa delle presenze e delle reti in nazionale ― Messico | Cronologia completa delle presenze e delle reti in nazionale ― Messico | Cronologia completa delle presenze e delle reti in nazionale ― Messico | Cronologia completa delle presenze e delle reti in nazionale ― Messico | Cronologia completa delle presenze e delle reti in nazionale ― Messico | Cronologia completa delle presenze e delle reti in nazionale ― Messico | Cronologia completa delle presenze e delle reti in nazionale ― Messico |
| Data                                                                   | Città                                                                  | In casa                                                                | Risultato                                                              | Ospiti                                                                 | Competizione                                                           | Reti                                                                   | Note                                                                   |
| ---------------------------------------------------------------------- | ---------------------------------------------------------------------- | ---------------------------------------------------------------------- | ---------------------------------------------------------------------- | ---------------------------------------------------------------------- | ---------------------------------------------------------------------- | ---------------------------------------------------------------------- | ---------------------------------------------------------------------- |
| 8-2-2017                                                               | Whitney                                                                | Messico                                                                | 1 – 0                                                                  | Islanda                                                                | Amichevole                                                             | -                                                                      | 61’                                                                    |
| 10-7-2017                                                              | San Diego                                                              | Messico                                                                | 3 – 1                                                                  | El Salvador                                                            | Gold Cup 2017 - 1º turno                                               | -                                                                      |                                                                        |
| 14-7-2017                                                              | Denver                                                                 | Messico                                                                | 0 – 0                                                                  | Giamaica                                                               | Gold Cup 2017 - 1º turno                                               | -                                                                      |                                                                        |
| 17-7-2017                                                              | San Antonio                                                            | Curaçao                                                                | 0 – 2                                                                  | Messico                                                                | Gold Cup 2017 - 1º turno                                               | 1                                                                      | 66’                                                                    |
| 21-7-2017                                                              | Glendale                                                               | Messico                                                                | 1 – 0                                                                  | Honduras                                                               | Gold Cup 2017 - Quarti di finale                                       | -                                                                      |                                                                        |
| 24-7-2017                                                              | Pasadena                                                               | Messico                                                                | 0 – 1                                                                  | Giamaica                                                               | Gold Cup 2017 - Semifinale                                             | -                                                                      | 25’                                                                    |
| 5-9-2017                                                               | San José                                                               | Costa Rica                                                             | 1 – 1                                                                  | Messico                                                                | Qual. Mondiali 2018                                                    | -                                                                      |                                                                        |
| 10-10-2017                                                             | San Pedro Sula                                                         | Honduras                                                               | 3 – 2                                                                  | Messico                                                                | Qual. Mondiali 2018                                                    | -                                                                      | 46’ 74’                                                                |
| 10-11-2017                                                             | Bruxelles                                                              | Belgio                                                                 | 3 – 3                                                                  | Messico                                                                | Amichevole                                                             | -                                                                      | 60’                                                                    |
| 27-3-2018                                                              | Arlington                                                              | Messico                                                                | 0 – 1                                                                  | Croazia                                                                | Amichevole                                                             | -                                                                      | 68’                                                                    |
| 29-5-2018                                                              | Pasadena                                                               | Messico                                                                | 0 – 0                                                                  | Galles                                                                 | Amichevole                                                             | -                                                                      |                                                                        |
| 3-6-2018                                                               | Città del Messico                                                      | Messico                                                                | 1 – 0                                                                  | Scozia                                                                 | Amichevole                                                             | -                                                                      |                                                                        |
| 9-6-2018                                                               | Brøndby                                                                | Danimarca                                                              | 2 – 0                                                                  | Messico                                                                | Amichevole                                                             | -                                                                      | 46’                                                                    |
| 17-6-2018                                                              | Mosca                                                                  | Germania                                                               | 0 – 1                                                                  | Messico                                                                | Mondiali 2018 - 1º turno                                               | -                                                                      | 58’                                                                    |
| 23-6-2018                                                              | Rostov sul Don                                                         | Corea del Sud                                                          | 1 – 2                                                                  | Messico                                                                | Mondiali 2018 - 1º turno                                               | -                                                                      |                                                                        |
| 27-6-2018                                                              | Ekaterinburg                                                           | Messico                                                                | 0 – 3                                                                  | Svezia                                                                 | Mondiali 2018 - 1º turno                                               | -                                                                      |                                                                        |
| 2-7-2018                                                               | Samara                                                                 | Brasile                                                                | 2 – 0                                                                  | Messico                                                                | Mondiali 2018 - Ottavi di finale                                       | -                                                                      | 38’ 55’                                                                |
| 12-9-2018                                                              | Nashville                                                              | Stati Uniti                                                            | 1 – 0                                                                  | Messico                                                                | Amichevole                                                             | -                                                                      | 66’                                                                    |
| 11-10-2018                                                             | San Nicolás de los Garza                                               | Messico                                                                | 3 – 2                                                                  | Costa Rica                                                             | Amichevole                                                             | -                                                                      |                                                                        |
| 21-11-2018                                                             | Mendoza                                                                | Argentina                                                              | 2 – 0                                                                  | Messico                                                                | Amichevole                                                             | -                                                                      |                                                                        |
| 22-3-2019                                                              | San Diego                                                              | Messico                                                                | 3 – 1                                                                  | Cile                                                                   | Amichevole                                                             | -                                                                      |                                                                        |
| 26-3-2019                                                              | Santa Clara                                                            | Messico                                                                | 4 – 2                                                                  | Paraguay                                                               | Amichevole                                                             | -                                                                      | 46’                                                                    |
| 5-6-2019                                                               | Atlanta                                                                | Messico                                                                | 3 – 1                                                                  | Venezuela                                                              | Amichevole                                                             | -                                                                      | 31’                                                                    |
| 19-6-2019                                                              | Denver                                                                 | Messico                                                                | 3 – 1                                                                  | Canada                                                                 | Gold Cup 2019 - 1º turno                                               | -                                                                      |                                                                        |
| 23-6-2019                                                              | Charlotte                                                              | Martinica                                                              | 2 – 3                                                                  | Messico                                                                | Gold Cup 2019 - 1º turno                                               | -                                                                      |                                                                        |
| 28-6-2019                                                              | Houston                                                                | Messico                                                                | 1 – 1 dts (5 – 4 dtr)                                                  | Costa Rica                                                             | Gold Cup 2019 - Quarti di finale                                       | -                                                                      |                                                                        |
| 3-7-2019                                                               | Glendale                                                               | Haiti                                                                  | 0 – 1 dts                                                              | Messico                                                                | Gold Cup 2019 - Semifinale                                             | -                                                                      | 91’                                                                    |
| 7-7-2019                                                               | Chicago                                                                | Messico                                                                | 1 – 0                                                                  | Stati Uniti                                                            | Gold Cup 2019 - Finale                                                 | -                                                                      |                                                                        |
| 10-9-2019                                                              | San Antonio                                                            | Argentina                                                              | 4 – 0                                                                  | Messico                                                                | Amichevole                                                             | -                                                                      | 10’                                                                    |
| 15-11-2019                                                             | Panama                                                                 | Panama                                                                 | 0 – 3                                                                  | Messico                                                                | CONCACAF Nations League 2019-2020 - 2º turno                           | 1                                                                      |                                                                        |
| 19-11-2019                                                             | Toluca                                                                 | Messico                                                                | 2 – 1                                                                  | Bermuda                                                                | CONCACAF Nations League 2019-2020 - 2º turno                           | -                                                                      |                                                                        |
| 7-10-2020                                                              | Amsterdam                                                              | Paesi Bassi                                                            | 0 – 1                                                                  | Messico                                                                | Amichevole                                                             | -                                                                      |                                                                        |
| 14-11-2020                                                             | Wiener Neustadt                                                        | Corea del Sud                                                          | 2 – 3                                                                  | Messico                                                                | Amichevole                                                             | -                                                                      |                                                                        |
| 17-11-2020                                                             | Graz                                                                   | Giappone                                                               | 0 – 2                                                                  | Messico                                                                | Amichevole                                                             | -                                                                      | 46’                                                                    |
| 27-3-2021                                                              | Cardiff                                                                | Galles                                                                 | 1 – 0                                                                  | Messico                                                                | Amichevole                                                             | -                                                                      |                                                                        |
| 29-5-2021                                                              | Arlington                                                              | Messico                                                                | 2 – 1                                                                  | Islanda                                                                | Amichevole                                                             | -                                                                      |                                                                        |
| 3-6-2021                                                               | Denver                                                                 | Messico                                                                | 0 – 0 dts (5 – 4 dtr)                                                  | Costa Rica                                                             | CONCACAF Nations League 2019-2020 - Semifinale                         | -                                                                      |                                                                        |
| 6-6-2021                                                               | Denver                                                                 | Stati Uniti                                                            | 3 – 2                                                                  | Messico                                                                | CONCACAF Nations League 2019-2020 - Finale                             | -                                                                      |                                                                        |
| 12-6-2021                                                              | Atlanta                                                                | Messico                                                                | 0 – 0                                                                  | Honduras                                                               | Amichevole                                                             | -                                                                      | 77’                                                                    |
| 4-7-2021                                                               | Los Angeles                                                            | Messico                                                                | 4 – 0                                                                  | Nigeria                                                                | Amichevole                                                             | -                                                                      |                                                                        |
| 10-7-2021                                                              | Arlington                                                              | Messico                                                                | 0 – 0                                                                  | Trinidad e Tobago                                                      | Gold Cup 2021 - 1º turno                                               | -                                                                      | 18’                                                                    |
| 14-7-2021                                                              | Dallas                                                                 | Guatemala                                                              | 0 – 3                                                                  | Messico                                                                | Gold Cup 2021 - 1º turno                                               | -                                                                      |                                                                        |
| 18-7-2021                                                              | Dallas                                                                 | Messico                                                                | 1 – 0                                                                  | El Salvador                                                            | Gold Cup 2021 - 1º turno                                               | -                                                                      |                                                                        |
| 24-7-2021                                                              | Glendale                                                               | Messico                                                                | 3 – 0                                                                  | Honduras                                                               | Gold Cup 2021 - Quarti di finale                                       | -                                                                      | 73’                                                                    |
| 30-7-2021                                                              | Houston                                                                | Messico                                                                | 2 – 1                                                                  | Canada                                                                 | Gold Cup 2021 - Semifinale                                             | -                                                                      |                                                                        |
| 1-8-2021                                                               | Paradise                                                               | Stati Uniti                                                            | 1 – 0                                                                  | Messico                                                                | Gold Cup 2021 - Finale                                                 | -                                                                      | 117’                                                                   |
| 2-9-2021                                                               | Città del Messico                                                      | Messico                                                                | 2 – 1                                                                  | Giamaica                                                               | Qual. Mondiali 2022                                                    | -                                                                      | 45+3’                                                                  |
| 5-9-2021                                                               | San José                                                               | Costa Rica                                                             | 0 – 1                                                                  | Messico                                                                | Qual. Mondiali 2022                                                    | -                                                                      |                                                                        |
| 7-10-2021                                                              | Città del Messico                                                      | Messico                                                                | 1 – 1                                                                  | Canada                                                                 | Qual. Mondiali 2022                                                    | -                                                                      |                                                                        |
| 10-10-2021                                                             | Città del Messico                                                      | Messico                                                                | 3 – 0                                                                  | Honduras                                                               | Qual. Mondiali 2022                                                    | -                                                                      | 61’                                                                    |
| 12-11-2021                                                             | Cincinnati                                                             | Stati Uniti                                                            | 2 – 0                                                                  | Messico                                                                | Qual. Mondiali 2022                                                    | -                                                                      | 83’                                                                    |
| 17-11-2021                                                             | Edmonton                                                               | Canada                                                                 | 2 – 1                                                                  | Messico                                                                | Qual. Mondiali 2022                                                    | -                                                                      |                                                                        |
| 30-1-2022                                                              | Città del Messico                                                      | Messico                                                                | 0 – 0                                                                  | Costa Rica                                                             | Qual. Mondiali 2022                                                    | -                                                                      | 46’                                                                    |
| 24-3-2022                                                              | Città del Messico                                                      | Messico                                                                | 0 – 0                                                                  | Stati Uniti                                                            | Qual. Mondiali 2022                                                    | -                                                                      | 21’                                                                    |
| 27-3-2022                                                              | San Pedro Sula                                                         | Honduras                                                               | 0 – 1                                                                  | Messico                                                                | Qual. Mondiali 2022                                                    | 1                                                                      |                                                                        |
| 30-3-2022                                                              | Città del Messico                                                      | Messico                                                                | 2 – 0                                                                  | El Salvador                                                            | Qual. Mondiali 2022                                                    | -                                                                      |                                                                        |
| 28-5-2022                                                              | Arlington                                                              | Messico                                                                | 2 – 1                                                                  | Nigeria                                                                | Amichevole                                                             | -                                                                      | 79’                                                                    |
| 2-6-2022                                                               | Glendale                                                               | Messico                                                                | 0 – 3                                                                  | Uruguay                                                                | Amichevole                                                             | -                                                                      | 62’                                                                    |
| 25-9-2022                                                              | Pasadena                                                               | Messico                                                                | 1 – 0                                                                  | Perù                                                                   | Amichevole                                                             | -                                                                      | 81’                                                                    |
| 22-11-2022                                                             | Doha                                                                   | Messico                                                                | 0 – 0                                                                  | Polonia                                                                | Mondiali 2022 - 1º turno                                               | -                                                                      |                                                                        |
| 30-11-2022                                                             | Lusail                                                                 | Arabia Saudita                                                         | 1 – 2                                                                  | Messico                                                                | Mondiali 2022 - 1º turno                                               | -                                                                      | 16’ 86’                                                                |
| 26-3-2023                                                              | Città del Messico                                                      | Messico                                                                | 2 – 2                                                                  | Giamaica                                                               | CONCACAF Nations League 2022-2023 - 1º turno                           | -                                                                      | [ 22 ]                                                                 |
| 15-6-2023                                                              | Paradise                                                               | Stati Uniti                                                            | 3 – 0                                                                  | Messico                                                                | CONCACAF Nations League 2022-2023 - Semifinale                         | -                                                                      | 85’                                                                    |
| 25-6-2023                                                              | Houston                                                                | Messico                                                                | 4 – 0                                                                  | Honduras                                                               | Gold Cup 2023 - 1º turno                                               | -                                                                      | 80’                                                                    |
| 29-6-2023                                                              | Glendale                                                               | Haiti                                                                  | 1 – 3                                                                  | Messico                                                                | Gold Cup 2023 - 1º turno                                               | -                                                                      |                                                                        |
| 2-7-2023                                                               | Santa Clara                                                            | Messico                                                                | 0 – 1                                                                  | Qatar                                                                  | Gold Cup 2023 - 1º turno                                               | -                                                                      |                                                                        |
| 8-7-2023                                                               | Arlington                                                              | Messico                                                                | 2 – 0                                                                  | Costa Rica                                                             | Gold Cup 2023 - Quarti di finale                                       | -                                                                      | 55’ 90+1’                                                              |
| 12-7-2023                                                              | Paradise                                                               | Giamaica                                                               | 0 – 3                                                                  | Messico                                                                | Gold Cup 2023 - Semifinale                                             | -                                                                      | 72’ 90’                                                                |
| 16-7-2023                                                              | Inglewood                                                              | Messico                                                                | 1 – 0                                                                  | Panama                                                                 | Gold Cup 2023 - Finale                                                 | -                                                                      | 60’                                                                    |
| 9-9-2023                                                               | Arlington                                                              | Messico                                                                | 2 – 2                                                                  | Australia                                                              | Amichevole                                                             | -                                                                      |                                                                        |
| 12-9-2023                                                              | Atlanta                                                                | Uzbekistan                                                             | 3 – 3                                                                  | Messico                                                                | Amichevole                                                             | -                                                                      | 59’                                                                    |
| 14-10-2023                                                             | Charlotte                                                              | Messico                                                                | 2 – 0                                                                  | Ghana                                                                  | Amichevole                                                             | -                                                                      | 63’                                                                    |
| 17-10-2023                                                             | Filadelfia                                                             | Messico                                                                | 2 – 2                                                                  | Germania                                                               | Amichevole                                                             | -                                                                      | 59’                                                                    |
| 17-11-2023                                                             | Tegucigalpa                                                            | Honduras                                                               | 2 – 0                                                                  | Messico                                                                | CONCACAF Nations League 2023-2024 - Quarti di finale                   | -                                                                      |                                                                        |
| 21-11-2023                                                             | Città del Messico                                                      | Messico                                                                | 2 – 0 dts (4 – 2 dtr)                                                  | Honduras                                                               | CONCACAF Nations League 2023-2024 - Quarti di finale                   | 1                                                                      | cap. 10’                                                               |
| 21-3-2024                                                              | Arlington                                                              | Panama                                                                 | 0 – 3                                                                  | Messico                                                                | CONCACAF Nations League 2023-2024 - Semifinale                         | 1                                                                      | 77’                                                                    |
| 24-3-2024                                                              | Arlington                                                              | Messico                                                                | 0 – 2                                                                  | Stati Uniti                                                            | CONCACAF Nations League 2023-2024 - Finale                             | -                                                                      | 58’                                                                    |
| 5-6-2024                                                               | Denver                                                                 | Messico                                                                | 0 – 4                                                                  | Uruguay                                                                | Amichevole                                                             | -                                                                      |                                                                        |
| 8-6-2024                                                               | College Station                                                        | Messico                                                                | 2 – 3                                                                  | Brasile                                                                | Amichevole                                                             | -                                                                      | Cap.                                                                   |
| 22-6-2024                                                              | Houston                                                                | Messico                                                                | 1 – 0                                                                  | Giamaica                                                               | Coppa America 2024 - 1º turno                                          | -                                                                      | cap. 30’                                                               |
| 15-10-2024                                                             | Guadalajara                                                            | Messico                                                                | 2 – 0                                                                  | Stati Uniti                                                            | Amichevole                                                             | -                                                                      | 75’                                                                    |
| 15-11-2024                                                             | San Pedro Sula                                                         | Honduras                                                               | 2 – 0                                                                  | Messico                                                                | CONCACAF Nations League 2024-2025 - Quarti di finale                   | -                                                                      |                                                                        |
| 19-11-2024                                                             | Toluca                                                                 | Messico                                                                | 4 – 0                                                                  | Honduras                                                               | CONCACAF Nations League 2024-2025 - Quarti di finale                   | -                                                                      | cap.                                                                   |
| 20-3-2025                                                              | Inglewood                                                              | Canada                                                                 | 0 – 2                                                                  | Messico                                                                | CONCACAF Nations League 2024-2025 - Semifinale                         | -                                                                      | cap.                                                                   |
| 23-3-2025                                                              | Inglewood                                                              | Messico                                                                | 2 – 1                                                                  | Panama                                                                 | CONCACAF Nations League 2024-2025 - Finale                             | -                                                                      | cap.                                                                   |
| 7-6-2025                                                               | Salt Lake City                                                         | Messico                                                                | 2 – 4                                                                  | Svizzera                                                               | Amichevole                                                             | -                                                                      | 73’                                                                    |
| 10-6-2025                                                              | Chapel Hill                                                            | Messico                                                                | 1 – 0                                                                  | Turchia                                                                | Amichevole                                                             | -                                                                      | Cap. 62’                                                               |
| 14-6-2025                                                              | Inglewood                                                              | Messico                                                                | 3 – 2                                                                  | Rep. Dominicana                                                        | Gold Cup 2025 - 1º turno                                               | 1                                                                      | Cap.                                                                   |
| 18-6-2025                                                              | Arlington                                                              | Suriname                                                               | 0 – 2                                                                  | Messico                                                                | Gold Cup 2025 - 1° turno                                               | -                                                                      | Cap.                                                                   |
| 22-6-2025                                                              | Paradise                                                               | Messico                                                                | 0 – 0                                                                  | Costa Rica                                                             | Gold Cup 2025 - 1° turno                                               | -                                                                      | Cap.                                                                   |
| 28-6-2025                                                              | Glendale                                                               | Messico                                                                | 2 – 0                                                                  | Arabia Saudita                                                         | Gold Cup 2025 - Quarti di finale                                       | -                                                                      | Cap.                                                                   |
| 2-7-2025                                                               | Santa Clara                                                            | Messico                                                                | 1 – 0                                                                  | Honduras                                                               | Gold Cup 2025 - Semifinale                                             | -                                                                      | Cap.                                                                   |
| 6-7-2025                                                               | Houston                                                                | Stati Uniti                                                            | 1 – 2                                                                  | Messico                                                                | Gold Cup 2025 - Finale                                                 | 1                                                                      | Cap.                                                                   |
| Totale                                                                 |                                                                        | Presenze                                                               | 93                                                                     |                                                                        | Reti                                                                   | 7                                                                      |                                                                        |

## Palmarès

### Club

#### Competizioni nazionali
- Campionato messicano: 1

América: Apertura 2018
- Supercoppa dei Paesi Bassi: 1

Ajax: 2019
- Coppa dei Paesi Bassi: 1

Ajax: 2020-2021
- Campionato olandese: 2

Ajax: 2020-2021, 2021-2022

### Nazionale
- Gold Cup: 3

2019, 2023, 2025

### Individuale
- Miglior giocatore della CONCACAF Gold Cup: 1

2025